# Can Calders
Can Calders és una obra noucentista de Sant Feliu de Llobregat (Baix Llobregat) protegida com a Bé Cultural d'Interès Local.

## Descripció
Casa de planta quadrada, construïda en desnivell. Té un primer pis amb balconera sobre mènsules, i esgrafiats que decoren finestres i portes. Presenta una torre de base quadrada amb finestres biforades esglaonades a la part lateral, que divideix per una banda els dos cossos de la construcció que, a la part posterior, presenta una terrassa sobre un porxo amb el sostre esgrafiat.
El sostre és de teules vidrades, el de la torre és a quatre vessants.